# Betty Rea
Elizabeth Marion Rea (née Bevan ; 6 août 1904-2 avril 1965) est une sculptrice et pédagogue britannique.

## Jeunesse et éducation
Betty Rea est née à Londres en 1904, fille d'Arthur Bevan. Thomas Barnardo est son grand-oncle maternel.
Elle fait ses études à la Downe House School (dans le Kent à cette époque) et commence à étudier la peinture au Regent Street Polytechnic en 1922, se tournant presque immédiatement vers la sculpture et continuant ses études au Royal College of Art en 1924. Son professeur là-bas est Ernest A. Cole (en). Henry Moore est alors professeur stagiaire à la RCA et devient un ami.
En 1926, elle épouse l'étudiant en droit James Russell Rea (1902-1954), dont le père devient le baron Rea, un pair libéral. Ensemble, ils ont deux fils, Nicolas et Julian, nés en 1928 et 1931. Le couple divorce en 1942.

## Carrière artistique
Au cours des années 1930, en partie influencée par son amitié avec le professeur John Desmond Bernal, Betty Rea s'implique fortement dans la politique antifasciste et de gauche. Elle est membre fondatrice de l'Association internationale des artistes (AIA), et en est secrétaire de 1934 à 1936. Fondée en 1933, l'AIA cherche à s'opposer à l'impérialisme, au fascisme et au colonialisme à travers l'art.
Rea est également une membre active du groupe d'artistes du Parti communiste, du Comité des artistes réfugiés, ainsi que présidente de la Campagne pour la paix dans les arts.
La prise en charge communautaire des enfants et leur éducation est l’un des intérêts socialistes de Rea. En 1934, à la suite d'un voyage en Union soviétique, elle publie un article, « Children and Art in Soviet Russia », qui fait l'éloge des progrès éducatifs réalisés en Russie.
En 1937, elle travaille sur une fresque murale dans le Pavillon non officiel de la paix à l'Exposition universelle de Paris.
Au début de la Seconde Guerre mondiale, la vie personnelle de Rea éclipse son rôle d'artiste exposante. Pendant la majeure partie de la guerre, Rea enseigne la peinture et la fabrication de modèles dans des foyers pour enfants évacués à Huntingdon et dans d'autres villages de la campagne environnante du Cambridgeshire. Elle s'installe avec sa collègue, Nan Youngman, d'abord dans une caravane sur le terrain de Hinchingbrooke House, puis à Godmanchester, et en 1946 à « Papermills » à Cambridge. Les peintures des enfants de cette époque sont comprises dans plusieurs expositions du British Council envoyées à l'étranger et certaines sont illustrées dans « Education Through Art » d'Herbert Read.
Ce n'est qu'en 1942 que Rea revient à la création de sculptures, lorsque les membres de l'AIA, encouragés par le gouvernement britannique, organisent l'exposition For Liberty pour accroître la propagande en temps de guerre et remonter le moral du public. La sculpture de Rea, New World, est exposée dans une section de l'exposition sous le titre thématique « this is how we are fighting » ; les deux autres sections de l'exposition étudient les thèmes « this is what will happen if we lose the war » et « this is what we are fighting for ».
À partir de 1949, Rea enseigne la sculpture au Homerton College, continuant à temps partiel jusqu'en 1964. Elle travaille également pendant quelques années comme examinatrice d'artisanat pour le Cambridge Local Examinations Syndicate.
Betty Rea est décédée en avril 1965. Au moment de sa mort, elle travaillait sur une sculpture en argile commandée pour le Hockerill College, destinée à être coulée en bronze.

## Productions
La Stretching Figure (résine de bronze) de Betty Rea de 1959 est décrite par Gillian Whiteley comme « exprimant les diverses émotions, activités et la grâce de la jeunesse ». Elle est conservée à la Herbert Art Gallery and Museum, Coventry.
Sa dernière œuvre, Swimmers, achevée à titre posthume par John W. Mills, se trouve dans le parc de la piscine de Cambridge Parkside.
Les œuvres de Rea sont conservées dans de nombreuses collections, notamment celles des musées et galeries de Leeds ; de diverses collections d'autorités éducatives ; du Cambridge Institute of Education ; de l'Université de Warwick ; du Hockerill College, de Bishop's Stortford ; du Harlow Art Trust ; du Herbert Museum and Art Gallery, de Coventry.
Betty Rea expose chaque année avec la Cambridge Society of Painters and Sculptors à partir de 1955. À titre posthume, son travail est inclus dans l'exposition de l'AIA, organisée par Lynda Morris, qui se tient au Museum of Modern Art d'Oxford en 1983.
Plus récemment, la sculpture de Betty Rea fait l'objet de recherches à l'Institut Henry Moore de Leeds en 2003, qui donnent  lieu à l'exposition A Fine Tomorrow: Sculpture and Socialism in mid-century Britain (29 mai - 29 août 2003), accompagnée d'une publication du même nom de Matthew Withey.